# 諺能力検定試験
諺能力検定試験（ことわざのうりょくけんていしけん）とは、財団法人ことわざ能力検定協会が主催する検定試験。略称はこと検。

## 概要
諺能力検定試験＜ことわざ検定＞とは「伝統的な日本の言語文化であることわざ・慣用句・四字熟語などの古くから伝わる言葉を見直すことを通じて、言葉の業＝ことわざを広く使いこなし、また新たなことわざを生み出していくこと」を趣旨に実施されている。国内だけでなく海外のことわざも出題対象となっていることからもことわざという言語文化そのものの理解度や習熟度を測定する唯一の検定試験となる。
全ての級で読み、書き、意味、使い方、発想の5つのカテゴリーを通して語彙力、文章力、会話力、表現力、読解力を測定し、総合的なことわざの理解力を客観的に判定する。また、ことわざ検定の独特な設問としてテーマに沿った独自のことわざを作る創作ことわざが全ての級で出題される。また、平成30年度より、大賞受賞作品は「ことわざ・慣用句の百科事典」の創作ことわざ大賞作品にも掲載される。
この検定試験は2011年にスタートし、全国主要都市で年2回程度実施されている。また、全国約150校、350の学部・学科の大学・短大・高校の入学試験において、出願および判定での評価・一部試験科目免除、加点などに活用されている。

## 検定級
協会が公開している検定級の概要は以下の通りである。
| 級    | 難易度       | 目安（項目数）                      | 出題内容 |
| ----- | ------------ | ----------------------------------- | --- |
| 10    | ★            | 小学1.2年生修了程度（100項目）      | 小学校低学年の内に、学んでおくとよいことわざを出題。                                                                                 |
| 9     | ★★           | 小学3年生修了程度（272項目）        | 体全体やその一部を使った慣用句を中心、体に関連したことわざを出題。                                                                   |
| 8     | ★★★          | 小学校4年生修了程度（208項目）      | 動物や昆虫、空想上の生き物などに関連したことわざを出題。                                                                             |
| 7     | ★★★★         | 小学校5年生修了程度（230項目）      | 植物や気候、季節や時間と言った自然環境に関連したことわざを出題。                                                                     |
| 6     | ★★★★★        | 小学校6年生修了程度（236項目）      | 家族や食べ物、職業など暮らしに関連したことわざを出題。                                                                               |
| 5     | ★★★★★★       | 中学在学程度（257項目）             | 高校入試問題に出題されたものを中心に、現代常用される基本的なことわざを出題。                                                         |
| 4     | ★★★★★★★      | 中学卒業程度（267項目）             | 高校入試問題に出題されたものを中心に、実用的かつ一般的なことわざとことわざの概論を出題。                                             |
| 3     | ★★★★★★★★     | 高校在学程度（729項目）             | 4級までのものに、古典・新語・郷土のことわざを加え出題。                                                                              |
| 準2級 | ★★★★★★★★★    | 高校卒業・大学・一般程度（641項目） | 世界の各地にあることわざに、日本社会で用いられる各業種のことわざを加えて出題。                                                       |
| 2級   | ★★★★★★★★★★   | 大学・一般程度（641項目）           | 世界の各地にあることわざに、日本社会で用いられる各業種のことわざを加えて出題。                                                       |
| 準1級 | ★★★★★★★★★★★  | 大学・一般程度（529項目）           | 既存のことわざ辞典になく、近年新たに発見されたことわざや、なじみの薄い珍しいことわざをカバーすることわざの専門家の領域のものを出題。 |
| 1級   | ★★★★★★★★★★★★ | 大学・一般程度（529項目）           | 既存のことわざ辞典になく、近年新たに発見されたことわざや、なじみの薄い珍しいことわざをカバーすることわざの専門家の領域のものを出題。 |

## 出題範囲
各級の公式テキストが出版されており、その内容が出題範囲となる。試験では、受検する級より下の級の項目も含めて出題されている。
全ての級で出題される創作ことわざは、毎年テーマが異なり、ホームページや受検票にてその内容が告知される。

## 実施要項
回答形式
記述式。
試験時間
10級から8級が40分、7級から準2級が50分、2級から1級が60分。
合格基準
正答率によって判断される。10級から8級が80%程度、7級から準2級が70%程度、2級から1級が80%程度。級によって合計点は異なる。
受検資格
制限無し、2013年までに実施された試験では併願できなかった。
試験会場
公開会場は全国15ヶ所。（随時変更・追加されるため、詳細は公式サイトを参照。）
他、小中学高校、大学や予備校、塾などの団体受検者には準会場の設定もある。
検定料
10級 2530円、9級 8級 2860円、7級 6級 3410円、5級 4級 3960円、3級 4840円、準2級 2級 6270円、準1級 1級 9020円